# 堤本幸男
堤本 幸男（つつみもと ゆきお、 1968年1月 - ）は、奈良県出身の演出家、テレビプロデューサー兼ディレクター。株式会社バックアップメディア所属。愛称は「鬼の子」「つっつん」

## 担当番組
- ダウンタウンのガキの使いやあらへんで! （日本テレビ系）レギュラー放送演出。「笑ってはいけない」シリーズではディレクター。
- 東野・岡村の旅猿 プライベートでごめんなさい…（日本テレビ系）同行ディレクター兼演出。シーズン12より同行を離れ演出のみ。
- 博多華丸のもらい酒みなと旅（テレビ東京）演出
- 今田×東野のカリギュラ（Amazonプライム・ビデオ）監修